# Hypena lichenalis
Hypena lichenalis là một loài bướm đêm trong họ Erebidae.